# Brandrodung

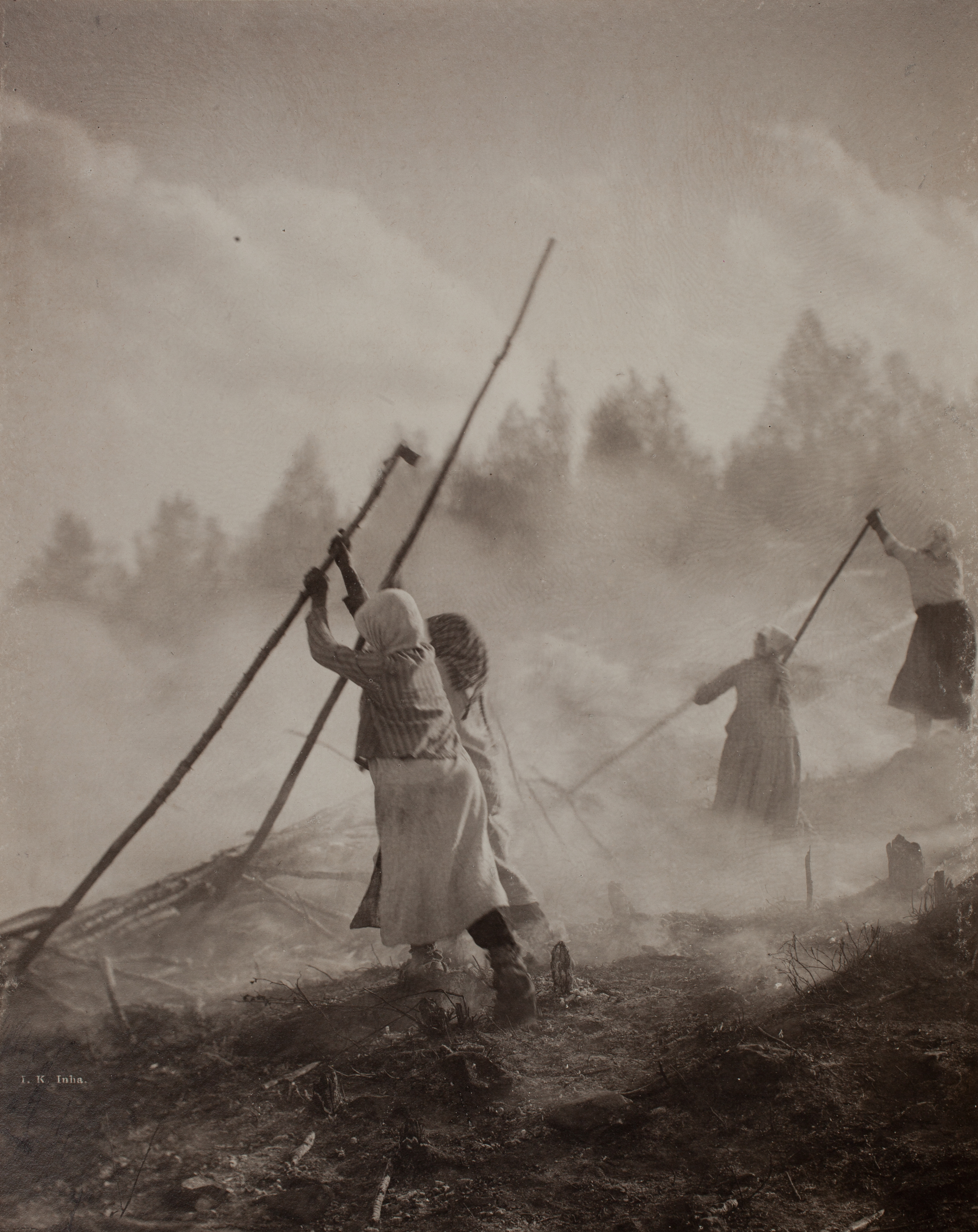
Brandrodung in Eno in Finnland, 1893

Die Brandrodung (englisch slash-and-burn) ist eine seit Jahrtausenden verbreitete Technik, um Vegetationsflächen unter Einsatz von Feuer zu schwenden (nicht zu roden, da die Wurzeln im Boden verbleiben), und dient meist zur Vorbereitung landwirtschaftlicher Produktion.

## Begriffsabgrenzung
Brandrodung wird häufig im Rahmen der sogenannten Subsistenzwirtschaft bei traditionellen Wirtschaftsformen eingesetzt, die allein oder weit überwiegend der Produktion für den Eigenbedarf dient. Weiterer Einsatzbereich ist z. B. die Anlage von Weideflächen, die wegen mangelnder Tragfähigkeit meist extensiv unter geringem Viehbesatz genutzt werden.
Wurden früher im Rahmen des Wanderfeldbaus (Brandrodungswanderfeldbau) die Flächen nach Erschöpfung der vorhandenen Nährstoffreserven im System oft gänzlich zugunsten neuer, unberührter Primärwaldflächen aufgegeben, ist dies heute vor dem Hintergrund rechtlich verbindlich geregelter Besitzverhältnisse in vielen Ländern meist nicht mehr ohne Weiteres möglich. Weitere Einsatzbereiche der Brandrodung sind auch heute noch z. B. Infrastruktur-Maßnahmen wie das Freilegen von Trassen für den Straßenbau oder das Entfernen von Bewuchs unter Freileitungen.

## Siedlungsgeschichte in Europa

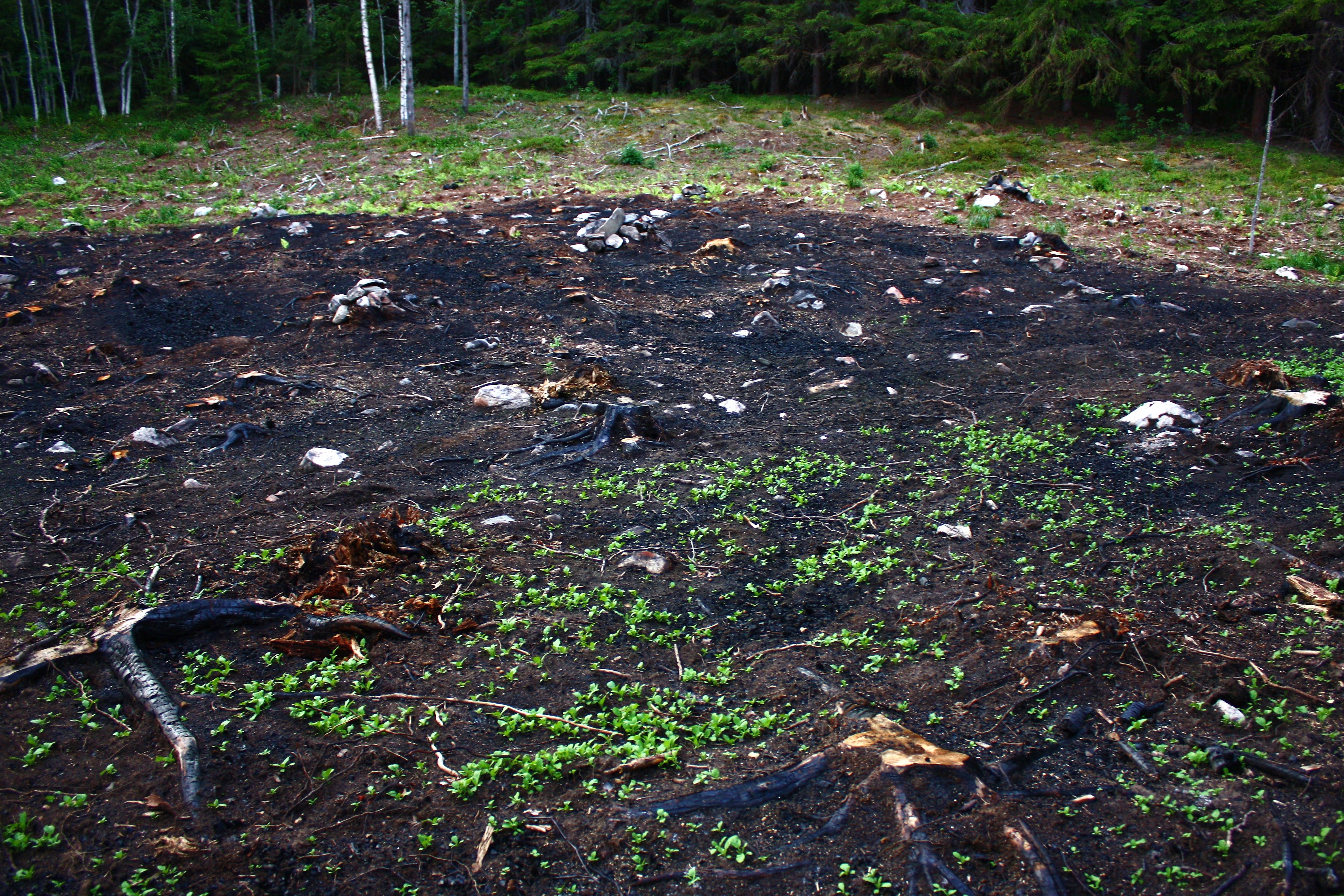
Telkkämäki: Brandrodungsgebiet (2013) in Kaavi, Finnland.

Brandrodung lässt sich, im Zusammenhang mit Ringelung, schon ab dem Neolithikum vermuten. In verschiedenen Phasen der Landgewinnung in Europa war Brandrodung üblich. Ein Bohrkern aus dem Mondsee in Österreich verweist auf 6000 v. Chr. erfolgte Brandrodung. In das Hochmittelalter datieren lassen sich etwa Toponyme auf brant, brende oder senge(n), singe(n), sang. Im 15. Jahrhundert aber steht Brandrodung schon unter Strafe, und die beginnende kleine Eiszeit verbietet nutzlose Vernichtung von Brennholz. Im waldreichen Skandinavien wurde die Methode noch bis ins 19. Jahrhundert von den sogenannten Waldfinnen praktiziert.

## Moderne Situation und Problematik in den Tropen

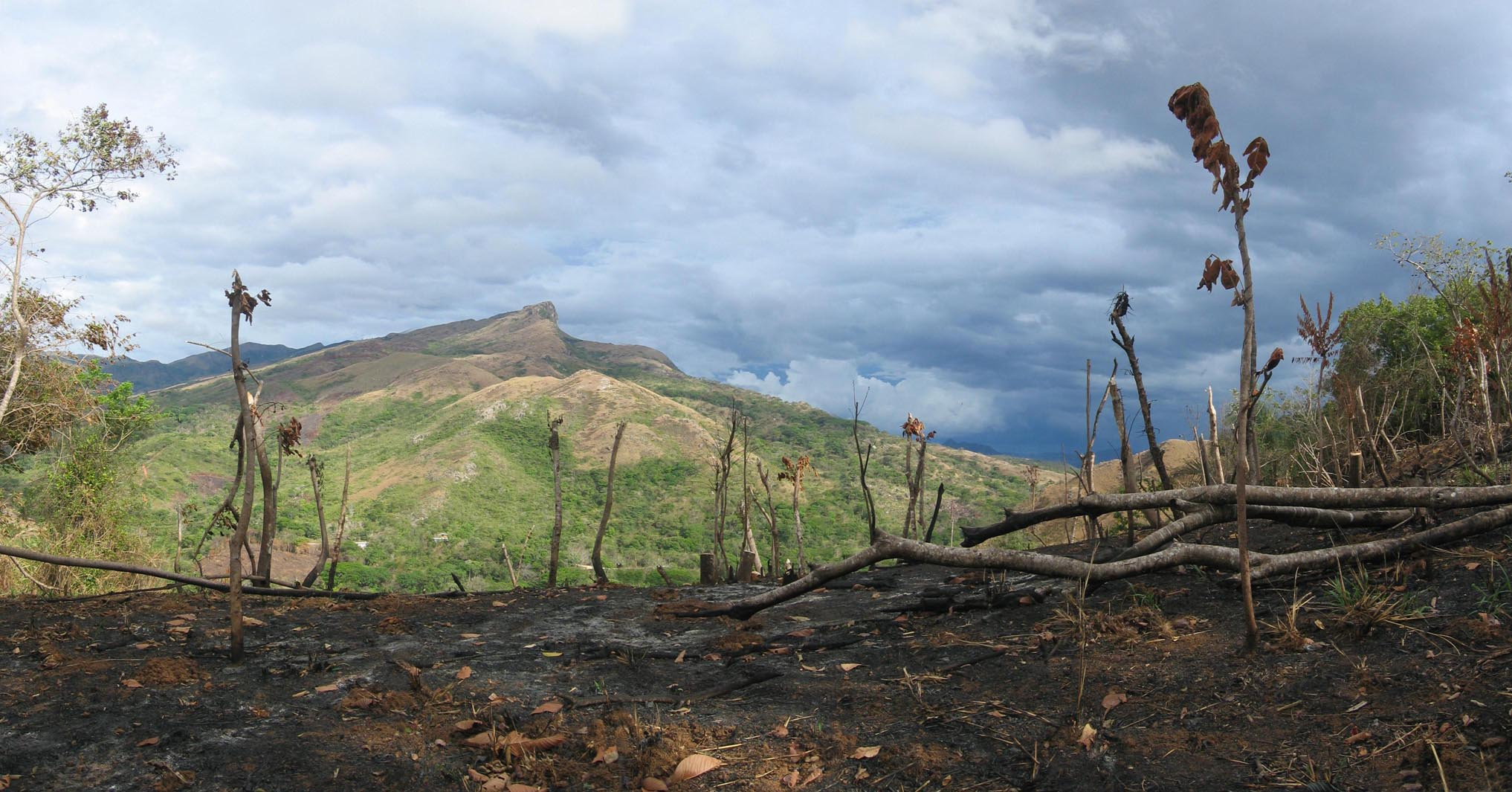
Gerodete Waldfläche in Panama

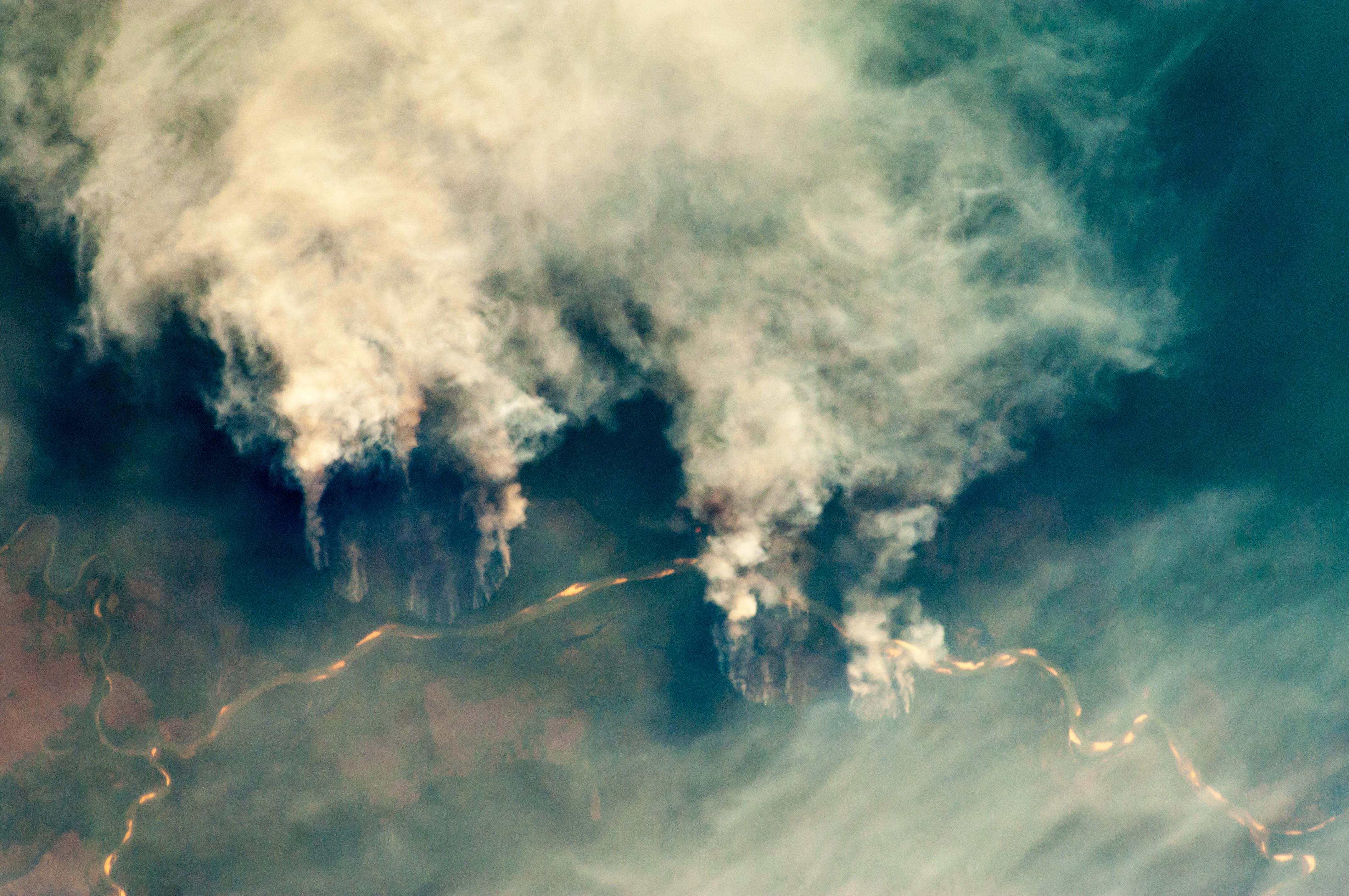
Rauchentwicklung bei Brandrodung am Rio Xingu in Brasilien

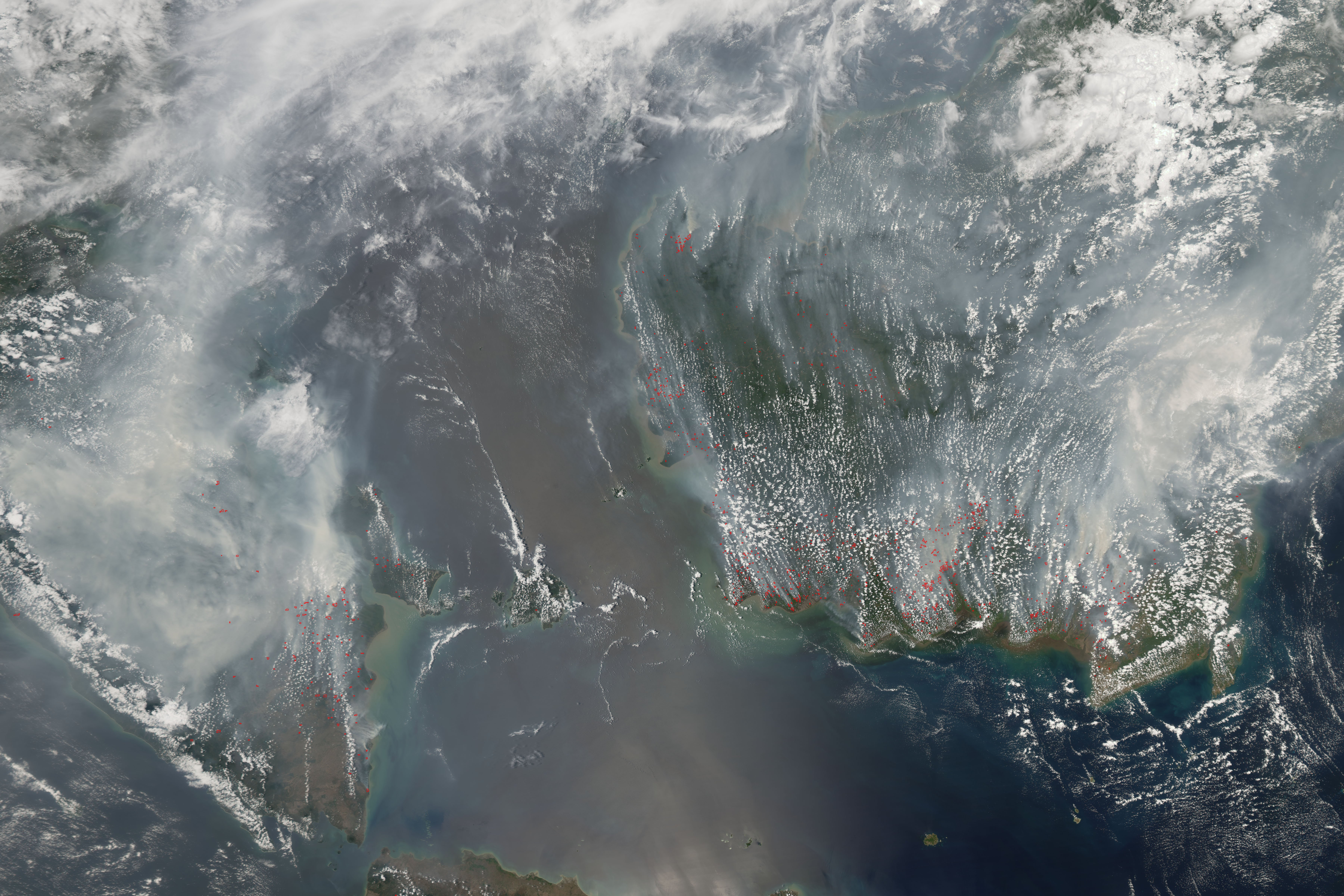
Feuer durch Shifting Cultivation in Sumatra und Borneo Satellitenfoto Oktober 2006.

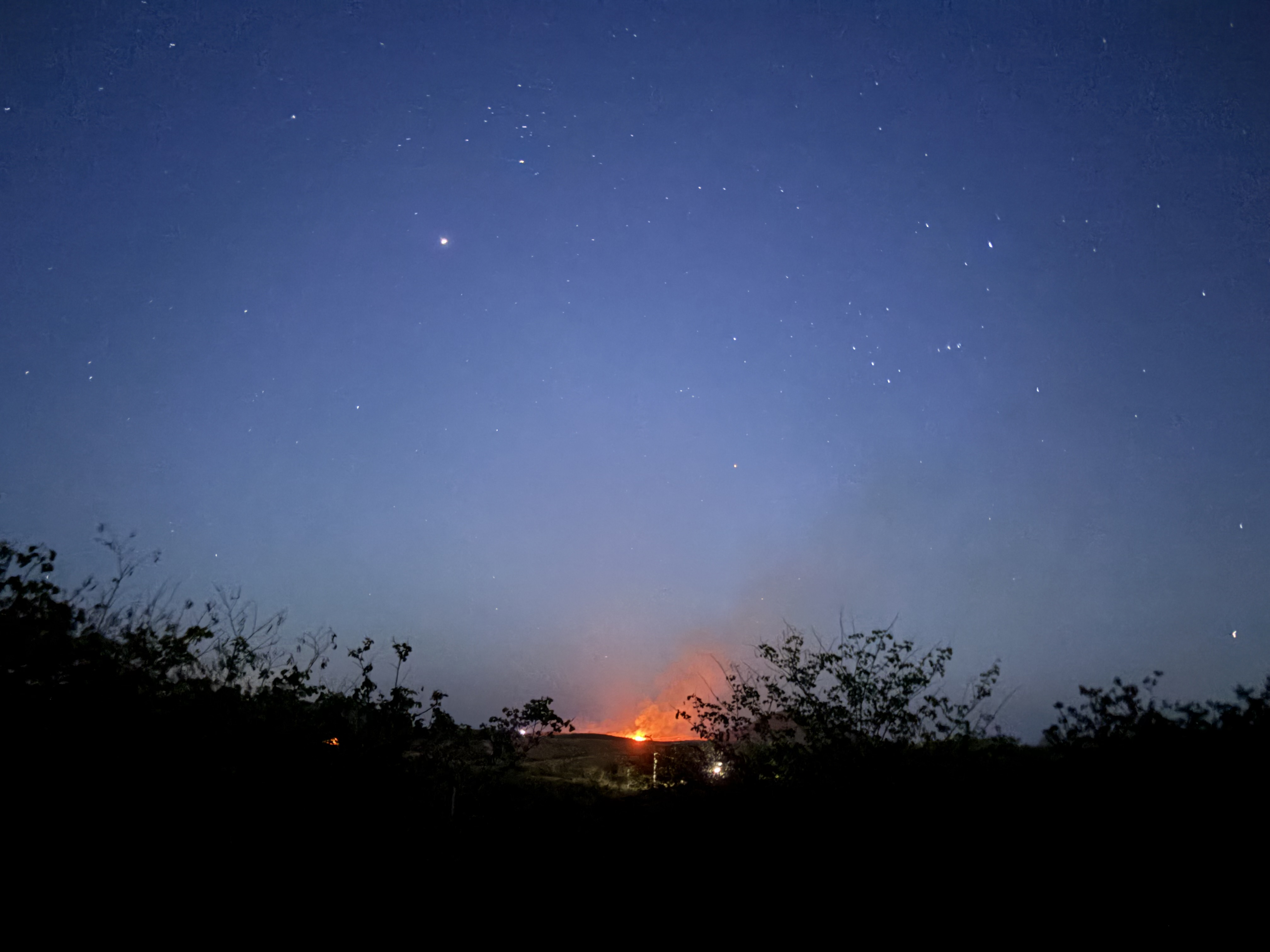
Brandrodung im Staat Cearà, Brasilien

Die erfolgreiche Einführung von Cash Crops zur Vermarktung verschiedener Agrarprodukte setzt geregelte Besitzstrukturen, eine bessere Ausbildung der Kleinbauern, Zugang zu Finanzmitteln und entsprechende Absatzmärkte voraus. Oft in Ermangelung anderer effektiver Werkzeuge wird Brandrodung z. T. auch heute in äquatorialen Regionen wie z. B. Nordbrasilien oder dem Kalimantan genannten indonesischen Teil Borneos genutzt. Brandrodung wird z. B. im nordbrasilianischen Staat Pará von Kleinbauernfamilien auf 25 Hektar großen Parzellen betrieben, die seit Mitte des 19. Jahrhunderts besiedelt wurden; die Besitzverhältnisse wurden im beginnenden 20. Jahrhundert staatlich garantiert. Die Anlage von Rinderfarmen am südlichen Rand Amazoniens ist Ursache für ein Drittel der weltweiten Verluste an Regenwaldflächen durch Brandrodung.

### Verfahren
Eine für landwirtschaftliche Produktion vorgesehene Fläche wird zu Beginn der Trockenzeit oft manuell z. B. mit Macheten gerodet, was bei 40 Tonnen Trockenmasse je Hektar bis über 120 Arbeitsstunden kosten kann. Sollen mehrjährige Pflanzen wie Maracujá oder Pfeffer angebaut werden, kommt zur Entfernung der oberirdischen Vegetation die Rodung der Wurzeln hinzu. Der Schlagabraum wird über mehrere Wochen zum Trocknen liegen gelassen und schließlich angesteckt. Nicht selten geraten dabei die Feuer außer Kontrolle und verwüsten ganze Landstriche: Im Frühjahr 1998 wurde im nordbrasilianischen Staat Roraima eine Fläche von der Größe Belgiens zum Raub der Flammen. Im südostasiatischen Raum kommt es in den Monaten Mai bis Oktober häufig zu gesundheitlichen Problemen durch Rauchwolken, die im Rahmen von indonesischer Brandrodung entstehen. Die Regierungen von Malaysia und Singapur veröffentlichen im Stundentakt Messwerte zur Luftverschmutzung im Internet. Im Juni 2013 erreichten die Messwerte in beiden Ländern aufgrund von über 130 Feuern in Indonesien erstmals den Bereich gefährlich. Vorher lag die Höchstmarke aus dem Jahr 1997 im Bereich sehr ungesund. Durch die Luftverschmutzung entwickeln sich in den betroffenen Ländern außenpolitische Spannungen gegenüber Indonesien.
Auch Tiere werden durch die Brände bedroht. Im tropischen Regenwald besteht jedoch nur eine geringe Gefahr, dass es zu größeren Waldbränden kommt, da insgesamt ein sehr feuchtes Klima herrscht und überall Flüsse dem Feuer den Weg versperren würden. Die Gefahr für größere Waldbrände erhöht sich jedoch, wenn Abholzung, Brandrodung und globale Erwärmung den Regenwald trockener werden lassen.

### Demografischer Faktor

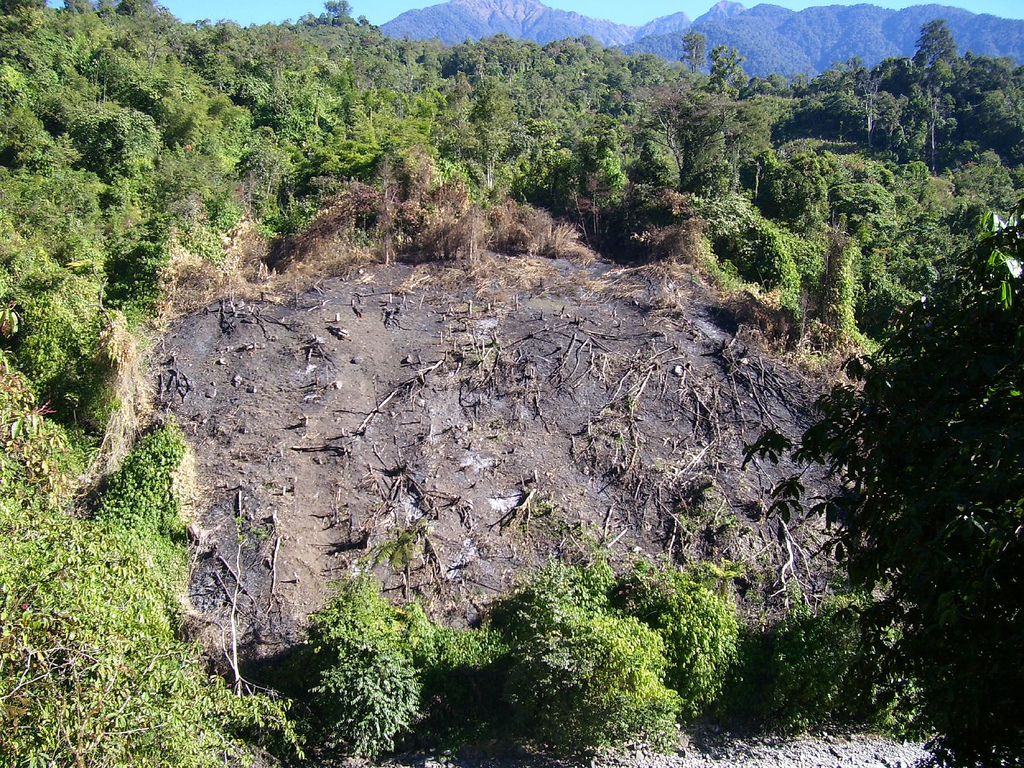
Brandrodung in Arunachal Pradesh, Indien

Brandrodung war unter der Vorbedingung dünner Besiedelung bis ins 19. und beginnende 20. Jahrhundert eine durchaus nachhaltige Technik, da nach Rodungs- und Anbauzyklus eine ausreichend lange Brachephase von ca. 15 Jahren folgte. Dies gab dem Sekundärwald, in Brasilien Capoeira genannt (wie auch die gleichnamige Kampfkunst Capoeira), Gelegenheit zu ausreichender Regeneration, da im Laufe der Zeit Nährstoffe wie Stickstoff (z. B. durch stickstoffbindende Bakterien in Leguminosen), aber auch Kalium oder Magnesium (u. a. durch atmosphärische Einträge oder tiefwurzelnde Bäume) wieder aufgefüllt und in der Vegetation und im Humus festgelegt wurden. Mit massivem Bevölkerungswachstum seit dem 19. Jahrhundert wurden die Böden jedoch vielerorts durch zu schnelle Produktionszyklen erschöpft, da die Brachezeit bis unter 5 Jahre verkürzt wurde.

### Wirkung auf den Nährstoffkreislauf
Grundproblem der Brandrodung ist die Nährstoffverteilung in tropischen Ökosystemen. In den gemäßigten Breiten sind ca. 80 % der Nährstoffe im Boden und nur 20 % in der Vegetation gespeichert. In den tropischen Böden ist dieses Verhältnis ungünstiger, teils sogar umgekehrt. Die tropischen Böden gehören nach dem internationalen Bodenklassifikationssystem WRB vor allem zu den Ferralsolen und Acrisolen. Ihre pH-Werte im Oberboden liegen bei etwa 5 (Ferralsole) oder darunter (Acrisole). Diese Böden sind seit Zehntausenden von Jahren sehr hoher Sonneneinstrahlung, hohen Jahresmitteltemperaturen und dazu extrem hohen Niederschlägen ausgesetzt und deshalb nahezu vollständig verwittert. Ihre Minerale (z. B. Kaolinit) können kaum Nährstoffe speichern, und im Laufe der Verwitterung wurden viele Nährstoffe ausgewaschen. Nährstoffe sind praktisch nur noch in der Biomasse sowie im Humus, also der organischen Fraktion des Bodens, enthalten. Durch die hohen Temperaturen und die ständige Feuchtigkeit jedoch können in den unteren Stockwerken des Waldes, in der Streuauflage und im Mineralboden Klein- und Mikroorganismen (Destruenten) abgestorbene Biomasse und Humus in rasanter Geschwindigkeit mineralisieren und dabei Nährstoffe freisetzen. Diese werden dann entweder als austauschbare Ionen an den Humus gebunden oder (meist über eine Mykorrhiza) den Wurzeln der Urwaldpflanzen direkt wieder zugeführt. Hierdurch hat sich ein kurzgeschlossener Nährstoffkreislauf entwickelt: Durch Mineralisierung freigesetzte Nährstoffe werden zu einem wesentlichen Anteil sofort wieder von Pflanzen aufgenommen und dadurch nicht ausgewaschen.
Die Böden der gemäßigten Breiten dagegen wurden z. B. von der letzten Eiszeit neu geschichtet und mit nährstoffreichen Lockersedimenten wie Löss angereichert; zudem sind sie vergleichsweise niedrigen Temperaturen und geringeren Niederschlägen ausgesetzt, so dass sie sehr langsam verwittern. Durch die erst mäßige Verwitterung haben sich Dreischichttonminerale gebildet, die (anders als der tropische Kaolinit) größere Mengen an Nährstoffen speichern können (Kationenaustauschkapazität), weshalb nur wenige Nährstoffe ausgewaschen werden. Rodung verringert zwar auch in den gemäßigten Breiten die Humusvorräte im Boden, doch werden durch Verwitterung ständig Nährstoffe freigesetzt, die an den Dreischichttonmineralen gespeichert und den Ackerpflanzen zur Verfügung gestellt werden. Die Böden der gemäßigten Breiten sind daher durch (Brand)rodung weniger gefährdet als die stark verwitterten tropischen Böden.
Brandrodung mobilisiert das in der Biomasse gespeicherte Nährstoffkapital und macht es der landwirtschaftlichen Produktion verfügbar. Das Feuer setzt nicht nur den zuvor gebundenen Kohlenstoff in Form von Kohlendioxid frei und trägt so zum Treibhauseffekt bei. Es verfliegen beim Brennen laut Studien auch bis über 90 % des in der Biomasse enthaltenen Stickstoffs, größere Anteile des Schwefels und bis über 40 % der kationischen Nährstoffe wie Kalium oder Magnesium. Der Rest verbleibt in der Asche, die als Dünger dient für die Produktion z. B. von Mais oder Maniok. Für Kleinbauern stellt diese Asche-Düngung meist den einzigen erschwinglichen Input dar, um ihre Produktion zu fördern. Der Einsatz von Mineraldünger oder eigenen Maschinen kommt für sie in der Regel nicht in Frage, jedoch existiert zum Teil ein Mietsystem für Maschinen. Der Brand bewirkt ferner eine Erhöhung der pH-Werte im Oberboden, kurzfristig sogar in den alkalischen Bereich, danach pendeln sie sich für wenige Jahre auf Werte zwischen 5 und 6,5 ein. Dadurch werden vorhandene Nährstoffe, insbesondere Phosphor, besser verfügbar.
Die durch den Brand verloren gegangene Biomasse kann nicht mehr als Streu in den Boden gelangen. Die Rodung erhöht außerdem die Sonneneinstrahlung und damit die Bodentemperatur, was die Mineralisierung beschleunigt und weitere Nährstoffe freisetzt. Beide Effekte zusammen bewirken eine Verringerung der Humusvorräte (Kohlenstoffvorräte) im Boden und somit eine Erhöhung des Treibhauseffekts. Ferner geht dadurch die einzige Stoffgruppe verloren, die in tropischen Böden Nährstoffe speichern kann. Dies führt zu einer raschen Nährstoffauswaschung und zu einem Rückgang der Produktion.  Die Kleinbauern wandern auf neue, unverbrauchte Flächen ab. Dadurch wächst der Druck auf bislang unberührte Waldflächen, die ökologisch wichtige Funktionen z. B. zur Sicherung der Biodiversität erfüllen, da Wälder den meisten terrestrischen Arten Lebensraum bieten, aber auch als Kohlenstoffsenke zur Festlegung des Treibhausgases Kohlendioxid dienen. Wo der Wald den Viehweiden von Großgrundbesitzern weichen muss, wird der Boden durch Viehtritt verdichtet sowie verwundet und schwerer Bodenerosion ausgesetzt, so dass eine Rückkehr des Waldes unmöglich werden kann. Die traditionelle Brandrodung richtete dagegen kaum langfristige Schäden an Wäldern an, das Abbrennen kleiner Flächen verringerte sogar die Waldbrandgefahr in betroffenen Gebieten. Erst der massive und großflächige Einsatz der Brandrodung ohne nachfolgende ausreichende Brache, wie zur Gewinnung von Weideland (siehe auch Fazenda), verursacht irreversible Schäden an Natur und Umwelt, die sich auch auf den Wasserhaushalt der Landschaft und die Innertropische Konvergenzzone (ITC) auswirken und damit auch auf die Regenzeiten der sommerfeuchten Tropen.

### Alternative Verfahren
Auf Grund sozialer Bedingungen kann die Brandrodung nicht ohne weiteres eingestellt bzw. verboten werden, ohne Millionen Menschen ihrer Lebensgrundlage zu berauben. Es wird daher nach Möglichkeiten geforscht, das Brandrodungssystem durch verbesserte Produktivität und Umweltverträglichkeit sozialverträglich zu optimieren, Ansätze sind:
- Verbesserung des Bodensubstrates z. B. mit Holzkohle, um Nährstoffe besser zu binden (siehe auch Terra preta).
- Anreicherung der nachwachsenden Sekundärvegetation mit schnellwachsenden Baumarten, die in kurzer Zeit ein hohes Biomassevolumen erreichen, und Leguminosen, die Stickstoff aus der Luft binden und auf der Fläche anreichern.
- Ersetzen des Brennens durch Mulchen, d. h. maschinelles Zerkleinern der Biomasse und Belassen auf der Fläche, damit die im Verlauf der Verrottung freigesetzten Nährstoffe auf der Fläche bleiben. Einen Gehölzmähhäcksler für diesen Zweck entwickelt das Institut für Agrartechnik der Universität Göttingen.
- Beim Etagenanbau wird der Wald nicht zerstört. In der oberen Etage werden große Bäume, z. B. Kokosnüsse oder Paranüsse, genutzt. In der darunterliegenden Etage ernten die Bauern Bananen, Zitrusfrüchte, Papayas oder Mangos. Auf dem Boden wächst Gemüse und im Boden Maniok oder Yamswurzeln.